# Tatton Hall
Tatton Hall est une maison de campagne à Tatton Park près de Knutsford, Cheshire, Angleterre. Elle est un Bâtiment classé I et ouvert au public.

## Histoire

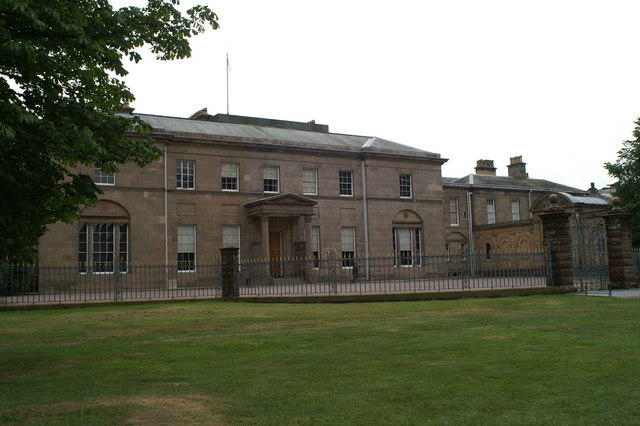
La face nord de Tatton Hall

Le manoir original de Tatton Park est Tatton Old Hall (en). Vers 1716, un nouveau manoir est construit dans une position plus élevée sur le site de l'actuel manoir à environ 0,75 milles (1 km) à l'ouest. Cette maison est un bloc rectangulaire de sept travées à trois étages . À partir de 1758, le propriétaire Samuel Egerton commence à apporter des améliorations à la maison, en particulier un intérieur rococo à son salon (maintenant la salle à manger), conçu par Thomas Farnolls Pritchard . Au cours des années 1770, Samuel Egerton charge Samuel Wyatt de concevoir une maison de style néoclassique. Samuel Egerton et Samuel Wyatt sont morts avant que la maison ne soit terminée, et elle est achevée (1807–16), à une échelle réduite, par Wilbraham Egerton et Lewis William Wyatt, le neveu de Samuel Wyatt ,. Samuel Wyatt avait prévu une maison de onze travées, mais Lewis l'a réduite à sept . Wilbraham achète un certain nombre de belles peintures et de nombreux meubles fabriqués par Gillows de Lancaster . En 1861-1862, un étage supérieur est ajouté à l'aile familiale sur un projet de G. H. Stokes . En 1884, un hall d'entrée familial est ajouté à la face nord et un fumoir à l'extrême ouest de l'aile familiale et l'électricité est installée dans le manoir.
Au cours de la dernière partie du XIXe siècle, Wilbraham Egerton (1er comte Egerton), organise de grandes fêtes au manoir. Parmi les invités éminents figurent le prince et la princesse de Galles en 1887, et plus tard le Shah de Perse et le prince héritier de Siam. Le dernier membre de la famille Egerton à vivre dans la maison est Maurice Egerton. Il constitue une importante collection d'objets du monde entier, dont certains sont exposés dans le manoir. À sa mort en 1958, Maurice Egerton lègue le manoir et les jardins au National Trust .

## Extérieur
Le corps principal et l'aile familiale à l'ouest, tous deux à deux étages, sont construits en Pierre de taille de grès de Runcorn avec des toits en ardoise et en plomb. Les ajouts de 1884 (hall d'entrée familial et fumoir) sont revêtus de terre cuite jaune. La façade sud de la maison comporte sept travées. En son centre se trouve un grand portique corinthien à quatre colonnes monolithiques. La façade nord est de conception plus simple, également à sept travées, et possède un porche à fronton à deux colonnes. La façade est comporte cinq baies avec des pilastres corinthiens sur un socle légèrement en saillie et un entablement au-dessus. L'aile familiale compte sept travées. La façade sud a une colonnade toscane à l'étage inférieur et une colonnade ionique, une véranda et une balustrade au-dessus  .

## Intérieur
Toutes les salles ne sont pas ouvertes au public. Les principales salles ouvertes sont décrites ci-dessous.

### Hall

#### Rez-de-chaussée

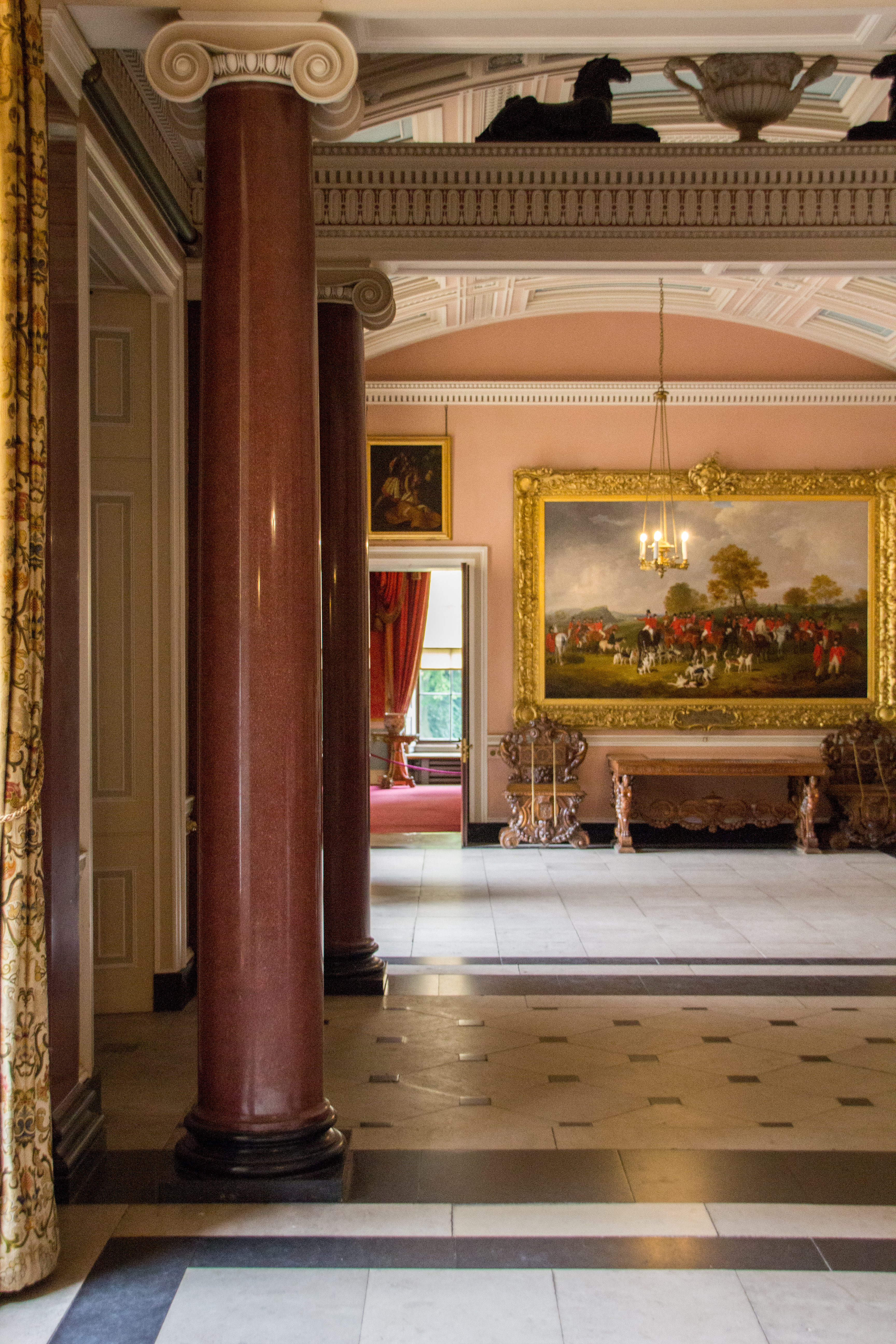
Le hall d'entrée

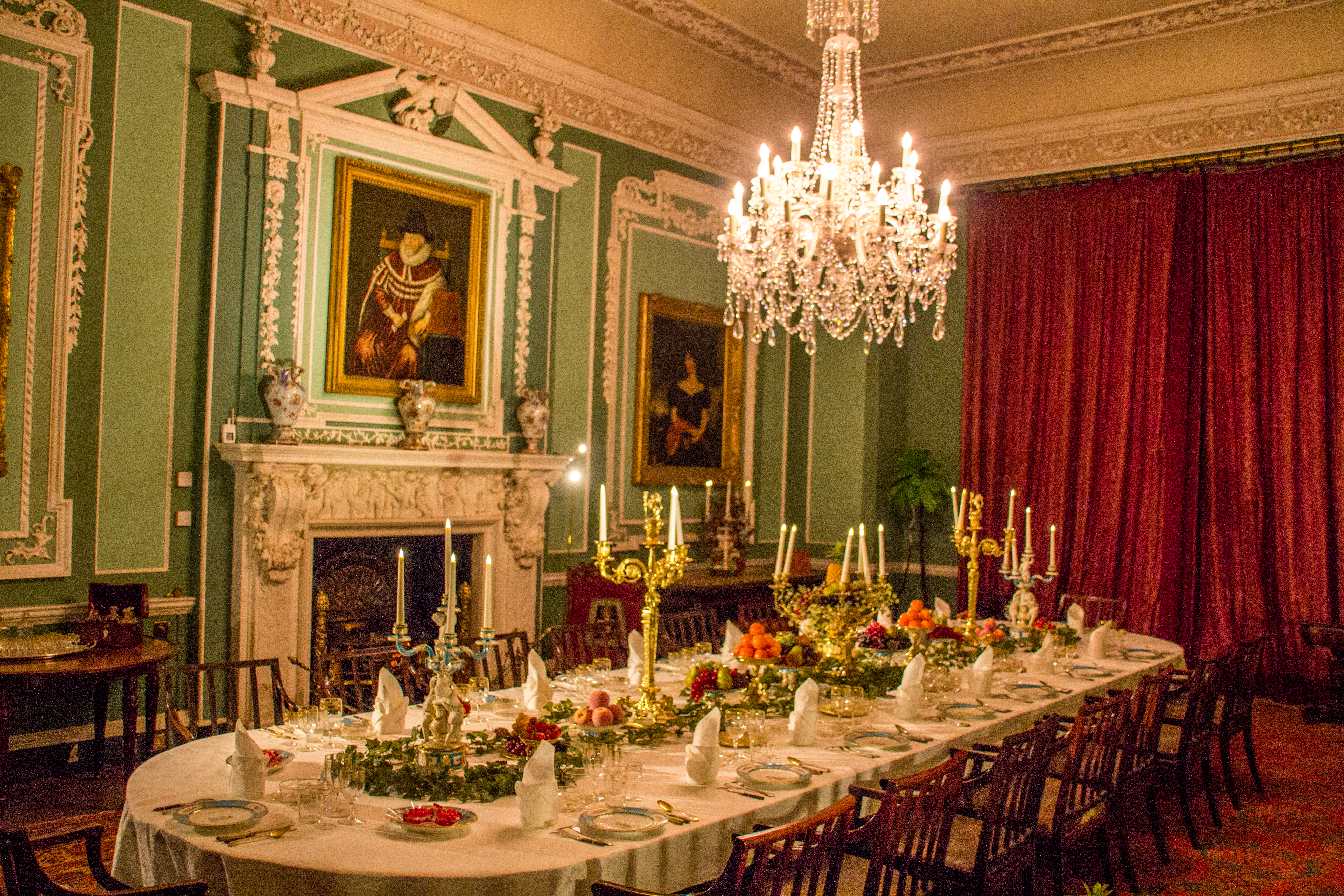
La salle à manger

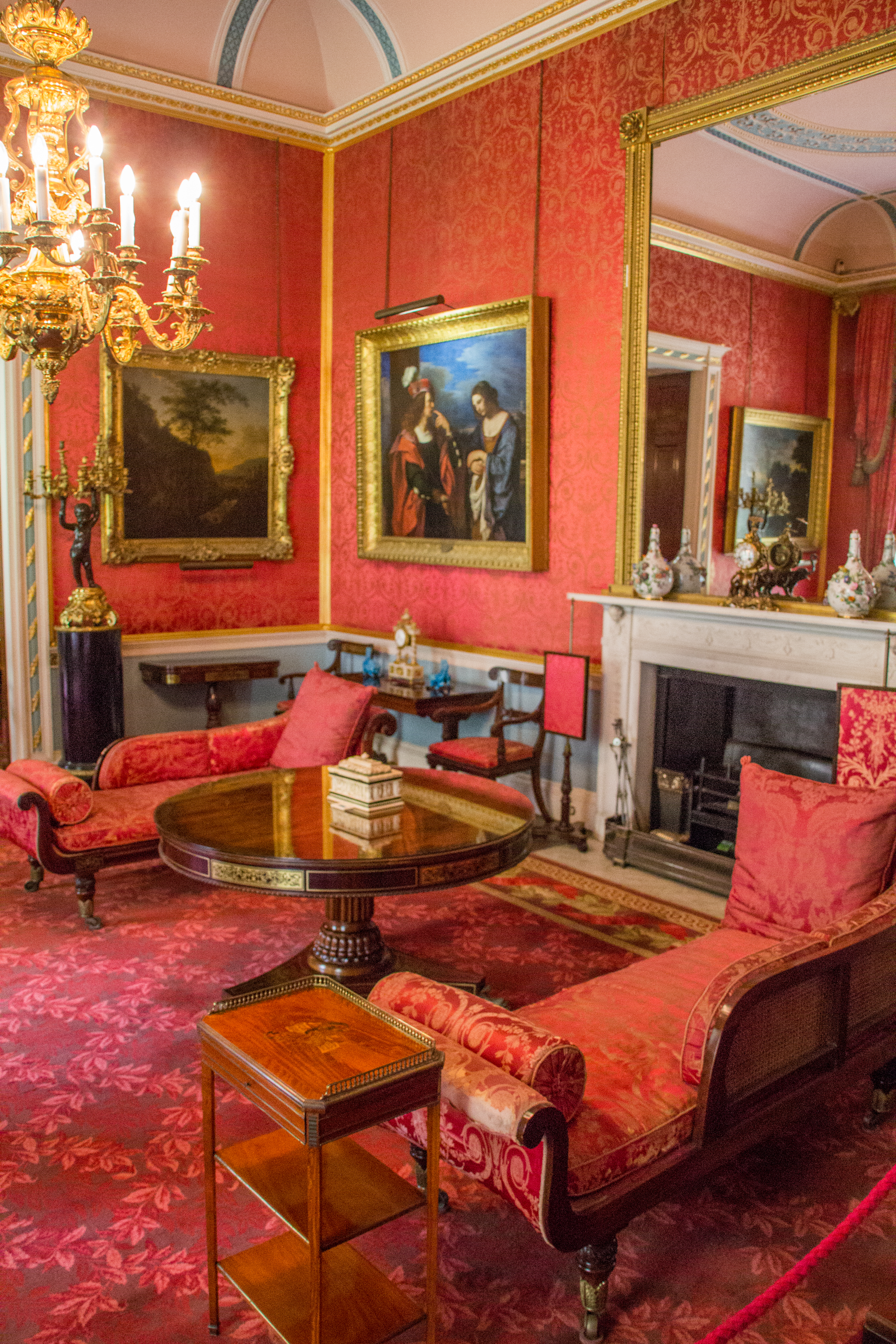
La salle de musique

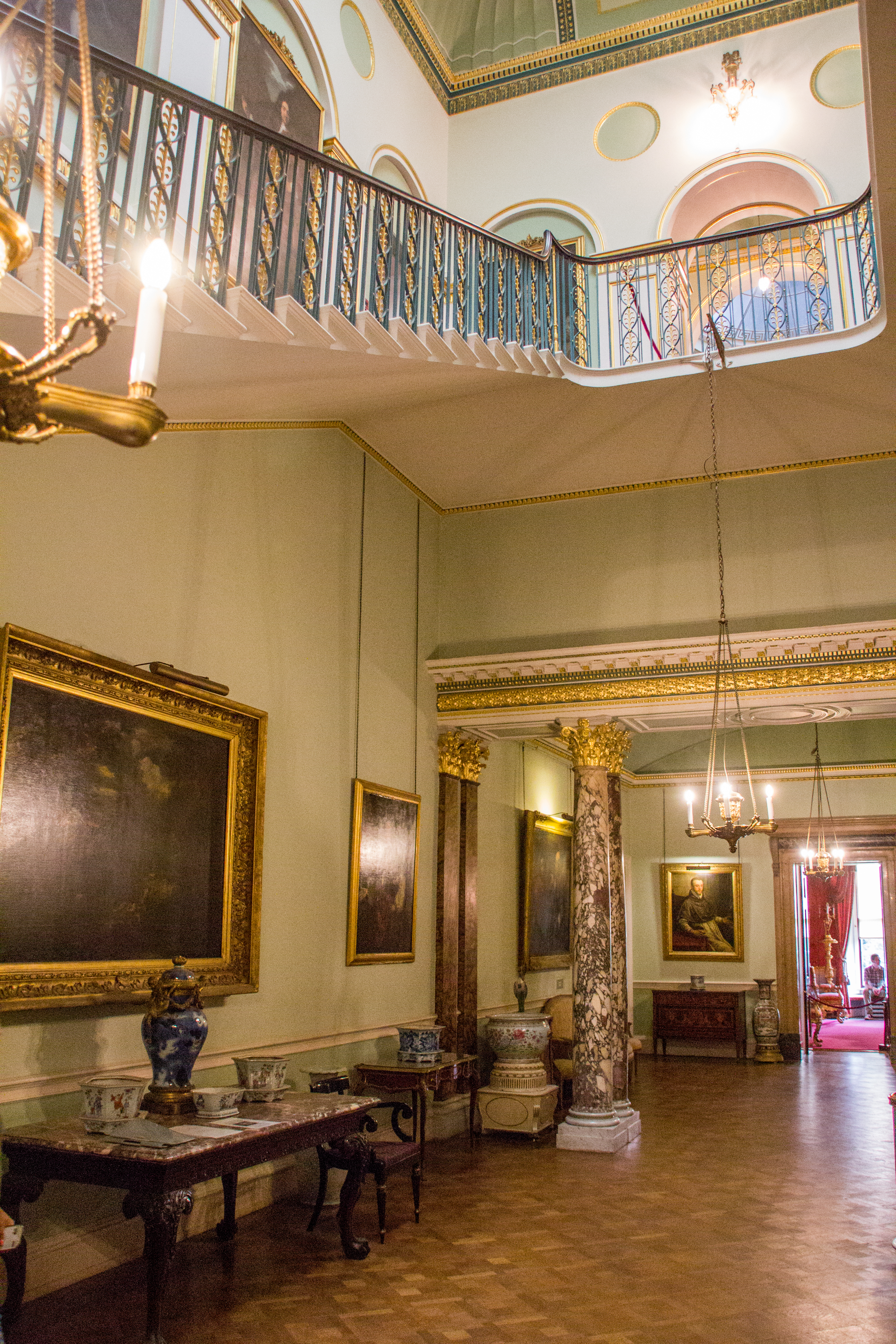
L'escalier principal

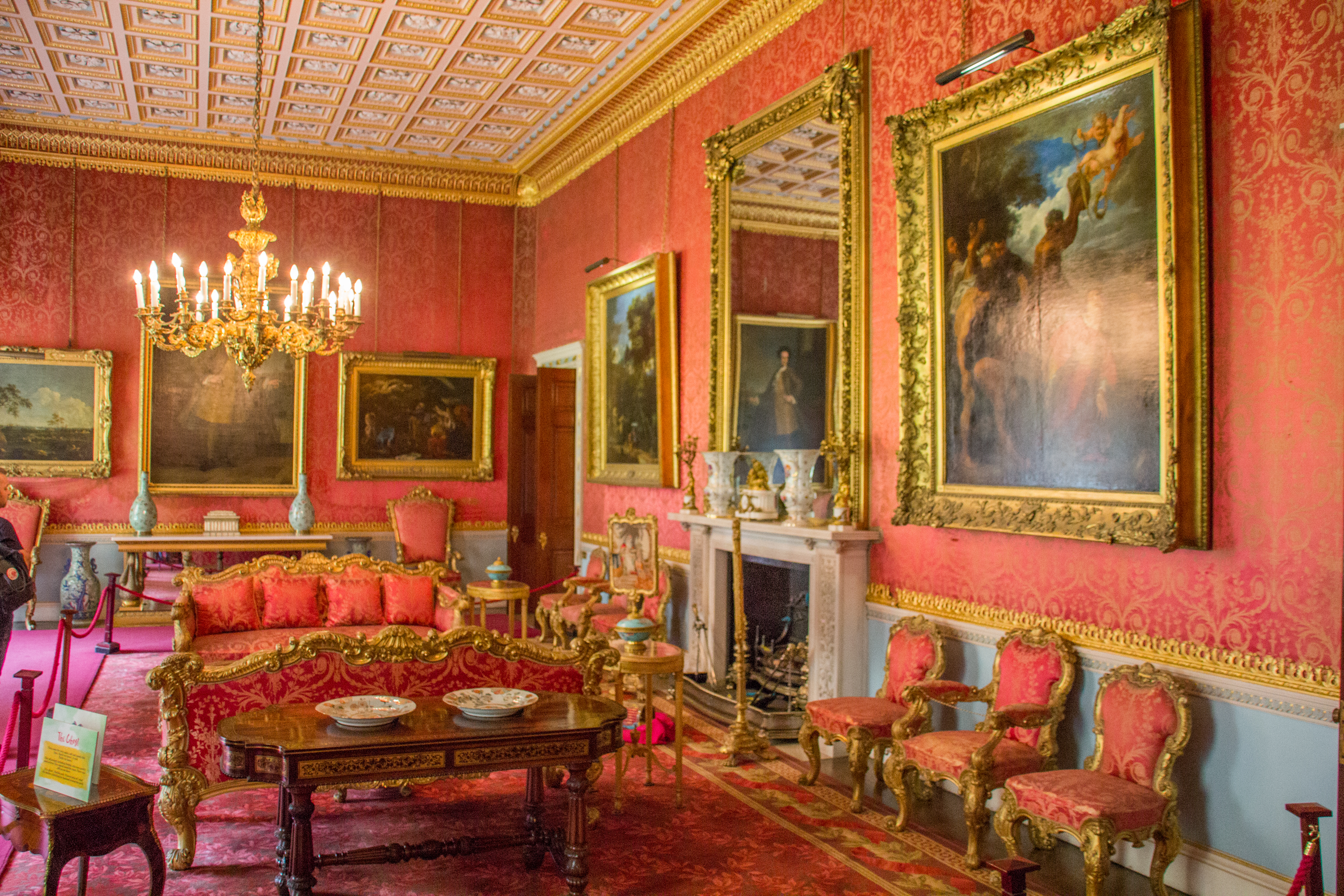
Le salon

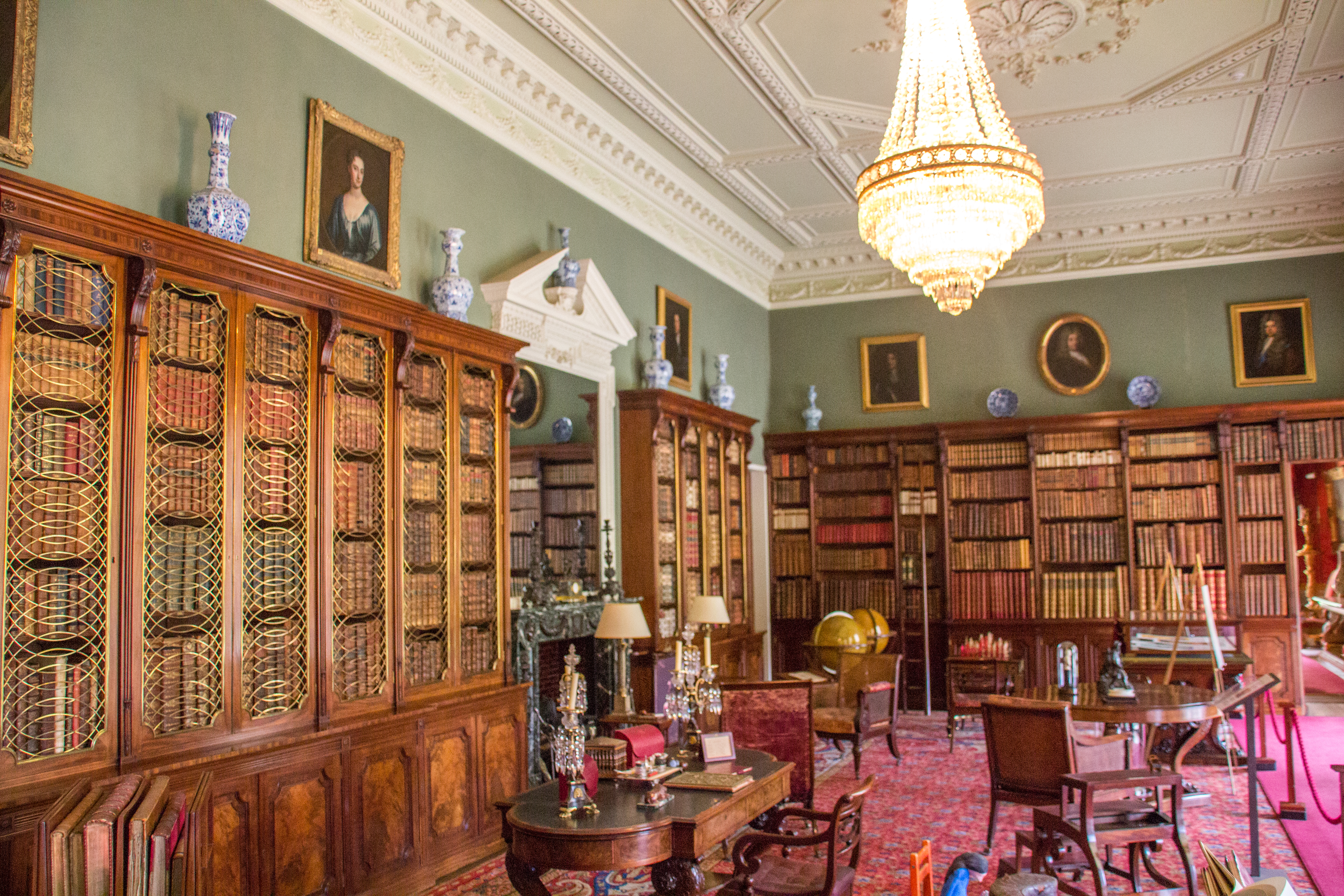
La bibliothèque

Le hall d'entrée est en trois travées. Il est décoré dans un style néoclassique avec un sol en marbre, des colonnes ioniques en porphyre rouge et un plafond géométrique à caissons et à voûte en tunnel. Le mobilier comprend deux commodes italiennes de la fin du XVIIe siècle et un coffre en noyer datant d'environ 1730, ainsi qu'une table et des chaises en noyer du XIXe siècle. De chaque côté d'une niche centrale se trouvent des bustes en marbre du duc de Wellington et de William Pitt le Jeune sur des colonnes. Le plus grand tableau du hall d'entrée est The Cheshire Hunt, 1839 d'Henry Calvert  . À l'ouest du hall d'entrée se trouve la salle de cartes (où les cartes de visite étaient laissées - pas pour jouer aux cartes, comme dans d'autres salles de cartes). Cette pièce a une corniche néoclassique et une cheminée. Un ensemble de fauteuils ouverts sont anglais dans le style Adam qui datent d'environ 1785. D'autres meubles datent du XIXe siècle en marqueterie de style Louis XVI. Dans une vitrine se trouve un rare Abécédaire en filigrane d' argent. Les peintures de la salle comprennent La Gouvernante de Chardin, La Tête d'un vieil homme, 1639 d'Abraham Bloemaert, Un maréchal-ferrant de Philips Wouwerman et Tête de Nicodemus d'après Rogier van der Weyden .
De l'autre côté du Hall d'entrée se trouve le Salon de Musique dont les murs sont décorés de damas de soie couleur cerise. Une grande partie du mobilier est de style néo-boulle français (avec des incrustations de laiton dans le style d'André-Charles Boulle). Une alcôve est destinée à être occupée par un orgue mais elle contient une bibliothèque en palissandre en travail boulle. La table circulaire, les canapés et les chaises sont également de style boulle, réalisés par Gillows. La cheminée est en marbre blanc et est décorée d'images d'instruments de musique et de motifs. Deux vases sur la cheminée sont en Porcelaine de Saxe du XIXe siècle. Le clavecin est fabriqué par Kirckman's et est daté de 1789. Les peintures comprennent des pièces de Gaspard Dughet, Aernout van der Neer, Nicolaes Berchem et Le Guerchin, et deux natures mortes de Jan Davidszoon de Heem et Cornelis de Heem . Au sud de la salle de musique se trouve la salle de dessin qui est décorée dans un style similaire. Le plafond est doré à caissons et décoré de rosaces. Avec son mobilier élaboré, c'est "la pièce la plus impressionnante et la plus ostentatoire de la maison" . Les peintures comprennent deux vues de Venise par Canaletto, Le Sacrifice de Noé par Poussin, Le Martyre de St. Stephen par Van Dyck, et des peintures par Annibale Carracci et Giovanni Battista Cimaroli. Un portrait en pied de Samuel Egerton est de Bartolomeo Nazari .
Derrière le portique sur la façade sud de la maison se trouve la bibliothèque. Le mobilier de cette pièce est pratique plutôt que décoratif, la plupart ayant été fabriqués par Gillows. Les bibliothèques datent de 1811-12. La paire de globes, terrestre et céleste, est fabriquée par la famille Cary. Au-dessus des bibliothèques se trouvent des vases et des bocaux hollandais de Delft des XVIIe et XVIIIe siècles. La salle contient plus de 8 000 livres, dont beaucoup dans leur couverture d'origine et en parfait état. Le premier livre est daté de 1513. Certains des livres ne sont pas reliés et dans leurs couvertures originales en papier, notamment les premières éditions de deux romans de Jane Austen. Hormis un portrait de Charles II, tous les tableaux de la bibliothèque sont des portraits de membres de la famille Egerton . À l'ouest de la bibliothèque se trouve la salle à manger. Il s'agit d'une survivance de la maison d'origine et est décorée dans un style rococo conçu par Thomas Farnolls Pritchard. La cheminée en marbre blanc date de 1840 et est conçue par Richard Westmacott. La plupart des meubles de la pièce sont fabriqués en acajou par Gillows. Les peintures de la salle sont toutes des portraits de la famille Egerton .
Au centre du bâtiment se trouvent les escaliers principaux. Ceux-ci s'élèvent de la salle d'escalier qui est éclairée par une lucarne ovale en forme de dôme. À l'est de cette salle, à travers deux paires de colonnes de marbre, se trouve la salle de la coupole. Sur son sol se trouve un tapis Axminster au design inhabituel montrant des objets célestes et les signes du zodiaque pour les mois d'hiver. Les salles contiennent des meubles anglais de style Adam et des objets en céramique orientale .

#### Étage supérieur

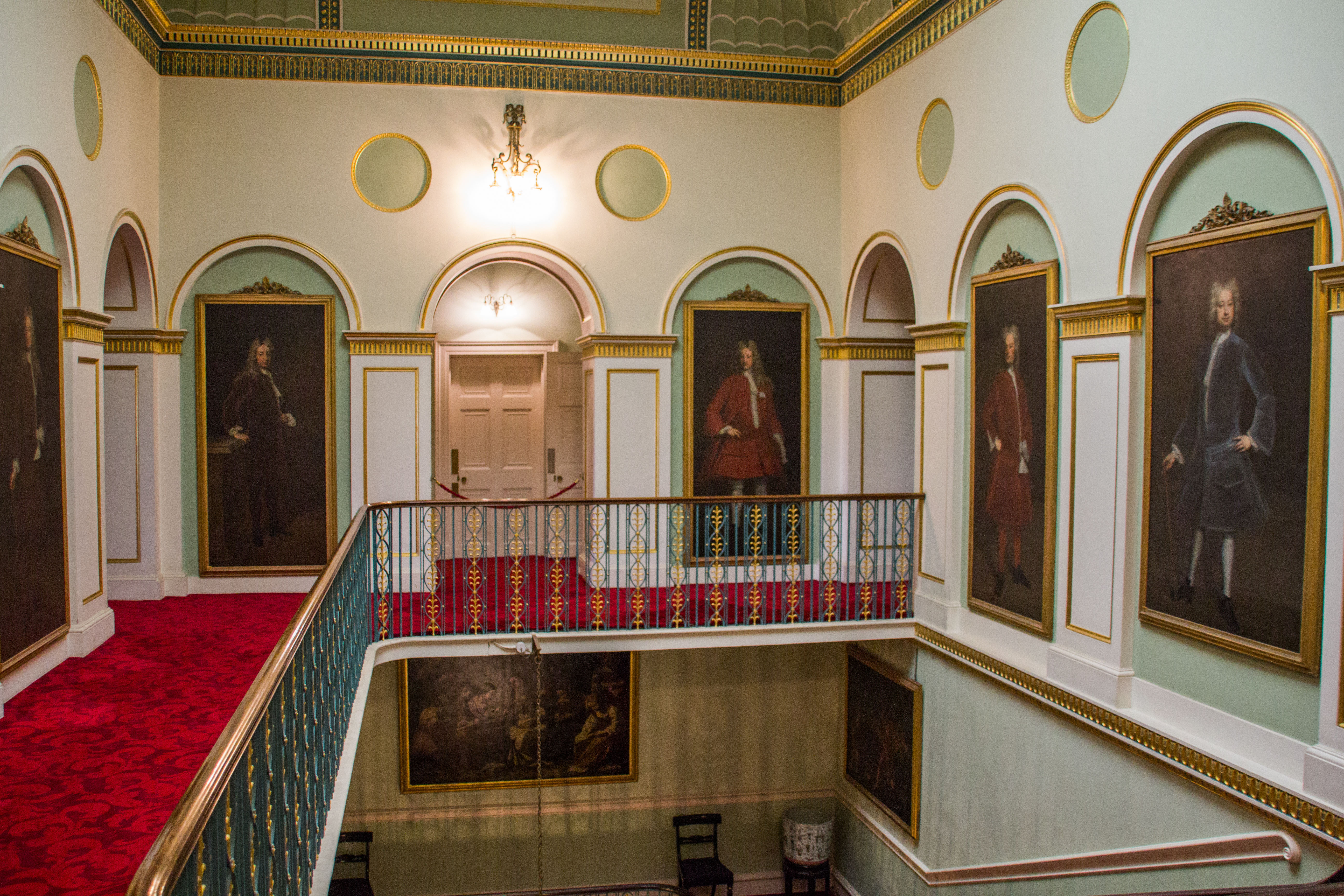
Les murs du palier supérieur

Sur les murs du palier supérieur se trouvent dix portraits en pied connus sous le nom de The Cheshire Gentlemen . Ils représentent dix des principaux gentlemen du comté qui se sont réunis à Ashley Hall pour décider de soutenir le roi George Ier ou Jacques François Stuart lors du soulèvement jacobite de 1715. Ils décident de soutenir le roi, ce qui sauve probablement leurs vies et leurs biens .
Les chambres portent principalement le nom du type ou de la couleur des draperies d'origine. Toutes les chambres, à l'exception de la Lemon Room, disposent de dressings attenants. Le mobilier de toutes les pièces a été fourni par Gillows . La Chambre à coucher en soie est au-dessus du hall d'entrée et est l'une des chambres principales d'invité. Elle contient des meubles d'acajou incrustés d'ébène. Le lit est un lit à baldaquin. La cabine d'essayage en soie contient un grand bain d'étain sur roulettes . Les autres chambres sont la chambre Chintz, qui est meublée comme un salon, la chambre Lemon et la chambre Amber, qui est meublée comme une crèche victorienne. La plupart des peintures dans les chambres représentent des membres de la famille . La salle Egerton est à l'origine la chambre bleue mais, avec son dressing, est maintenant utilisée pour une exposition sur la famille Egerton. En plus des portraits de famille, les peintures de ces salles comprennent des schémas de conception de la maison par les architectes et des peintures d'éléments architecturaux de JC Buckler. Il y a aussi trois peintures de fouilles pour le Manchester Ship Canal par Benjamin Williams Leader . Wilbraham Egerton, 1er comte Egerton est le deuxième président de la Manchester Ship Canal Company de 1887 à 1894. Le dressing comprend des peintures de Vasari et Tosini .

### Aile familiale

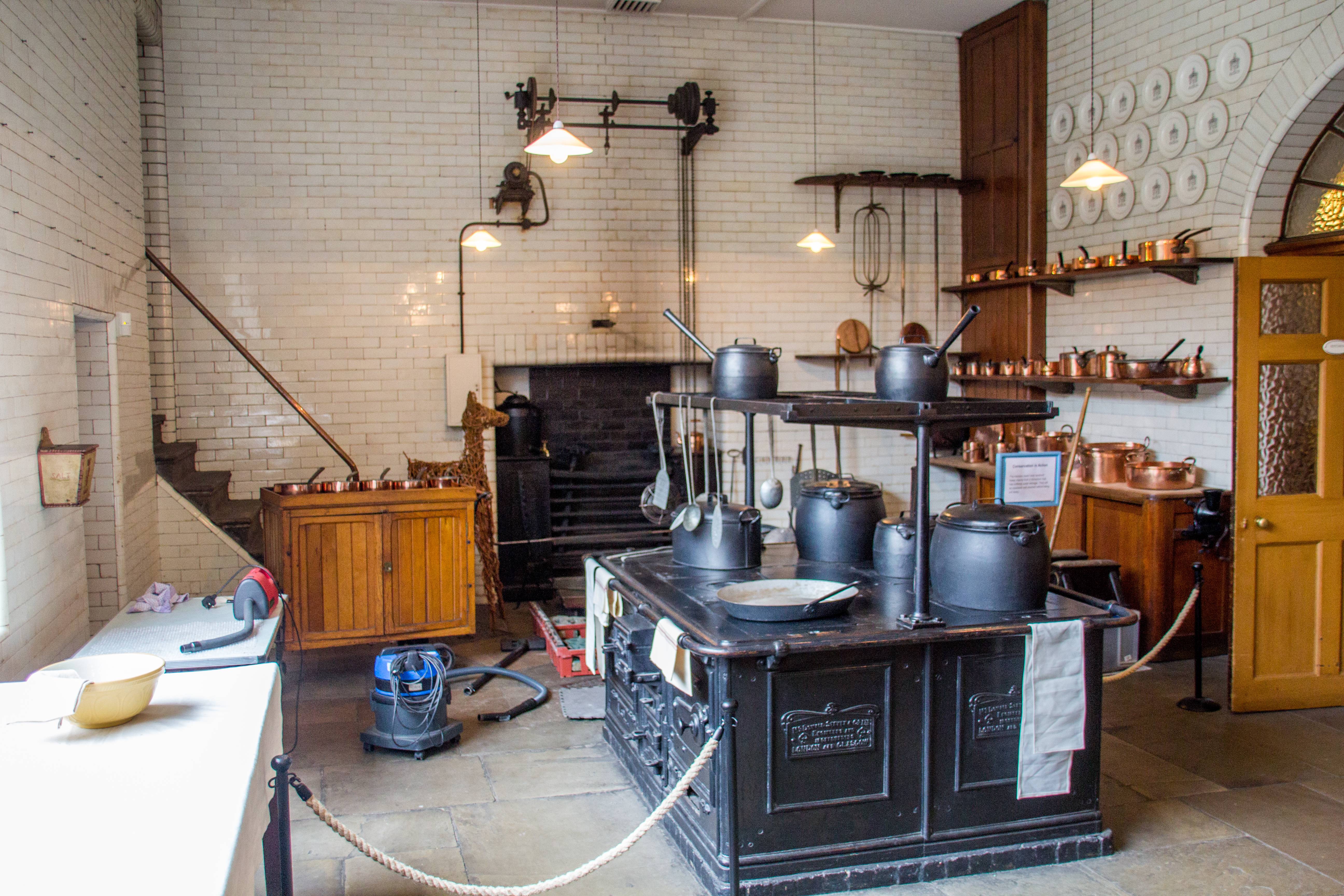
La cuisine

En entrant dans l'aile familiale depuis le hall, la première pièce à gauche, au-delà de l'entrée du jardin, est le salon jaune. Celui-ci a une atmosphère plus intime et contient une collection de meubles en bois de satin fabriqués par Gillows. Cela comprend une bibliothèque datée de 1795 et une paire d'armoires de chaque côté de la cheminée. Les tableaux sont des portraits de famille . En face de cette pièce se trouve l'entrée familiale et en face de l'entrée du jardin se trouve l'escalier en chêne qui a été déplacé ici depuis Hough End Hall (en) . Les quartiers des domestiques occupent deux étages, le rez-de-chaussée et le sous-sol. Ceux-ci contiennent les pièces habituelles nécessaires à l'entretien d'un manoir et beaucoup d'entre elles sont meublées avec l'équipement et les ustensiles autrefois utilisés dans la maison. Une salle, connue sous le nom de salle d'exposition Maurice Egerton, abrite une collection d'objets du monde entier qui ont été collectés par Maurice Egerton lors de ses voyages .

## Aujourd'hui
Tatton Hall est classé le 5 mars 1959. La maison est entretenue au nom du National Trust par le Cheshire East Council.